# Giovanni Barbagelata
Giovanni Barbagelata (Genova, prima del 1459 – Genova, 1508) è stato un pittore italiano.

## Biografia
Figlio di Nicola di Marco tessitore di sete, Giovanni nacque o si trasferì giovanissimo a Genova, ove, a quanto risulta dalle fonti, sarebbe sempre rimasto. La sua famiglia era originaria della Val Fontanabuona presso Rapallo (dove tuttora esiste una frazione chiamata Barbagelata).
Nacque probabilmente prima del 1459 poiché in un documento del 1484 è detto "Maior annis XXV". Per più ragioni la sua nascita sembrerebbe situabile intorno al 1450, per quanto non si possa escludere che il Barbagelata sia da identificarsi con un "Johannes pictor" che nel censimento del 1460 risulta abitante nella contrada di Porta Nova ove suo padre possedeva la casa donata più tardi (1491) al figlio pittore. Ma in questo caso per almeno 24 anni (1460-1484) mancherebbe sulla sua attività ogni altra notizia, in contrasto con la notevole frequenza di quelle che consentirono di seguirlo abbastanza dettagliatamente almeno sulle carte, nei cinquant'anni successivi al 1484.
Nel 1484 s'impegna con il pittore Tommaso da Novara a dipingere gli stemmi di Papa Innocenzo VIII Cibo e della famiglia De Mari all'esterno della chiesa di San Siro, affreschi oggi perduti. Nel 1491 il padre Nicola lo emancipa. Nel 1493 diviene arbitro per la definizione del prezzo di un dipinto di Luca Baudo da Novara, che era diventato suo cognato, avendone sposato nel 1491 la sorella Bianchinetta. Nel 1494 è consigliere dell'arte dei pittori e degli scudai. Nel 1500 dipingeva negli edifici pubblici più importanti della città le insegne del re francese Luigi XII cui Genova si era affidata.
Le prime opere pervenuteci sono contraddistinte da un notevole influsso di Vincenzo Foppa e Giovanni Mazone. Testimonianza di questo periodo è la Madonna della Vittoria, dipinta per la cattedrale di San Lorenzo nel 1502.

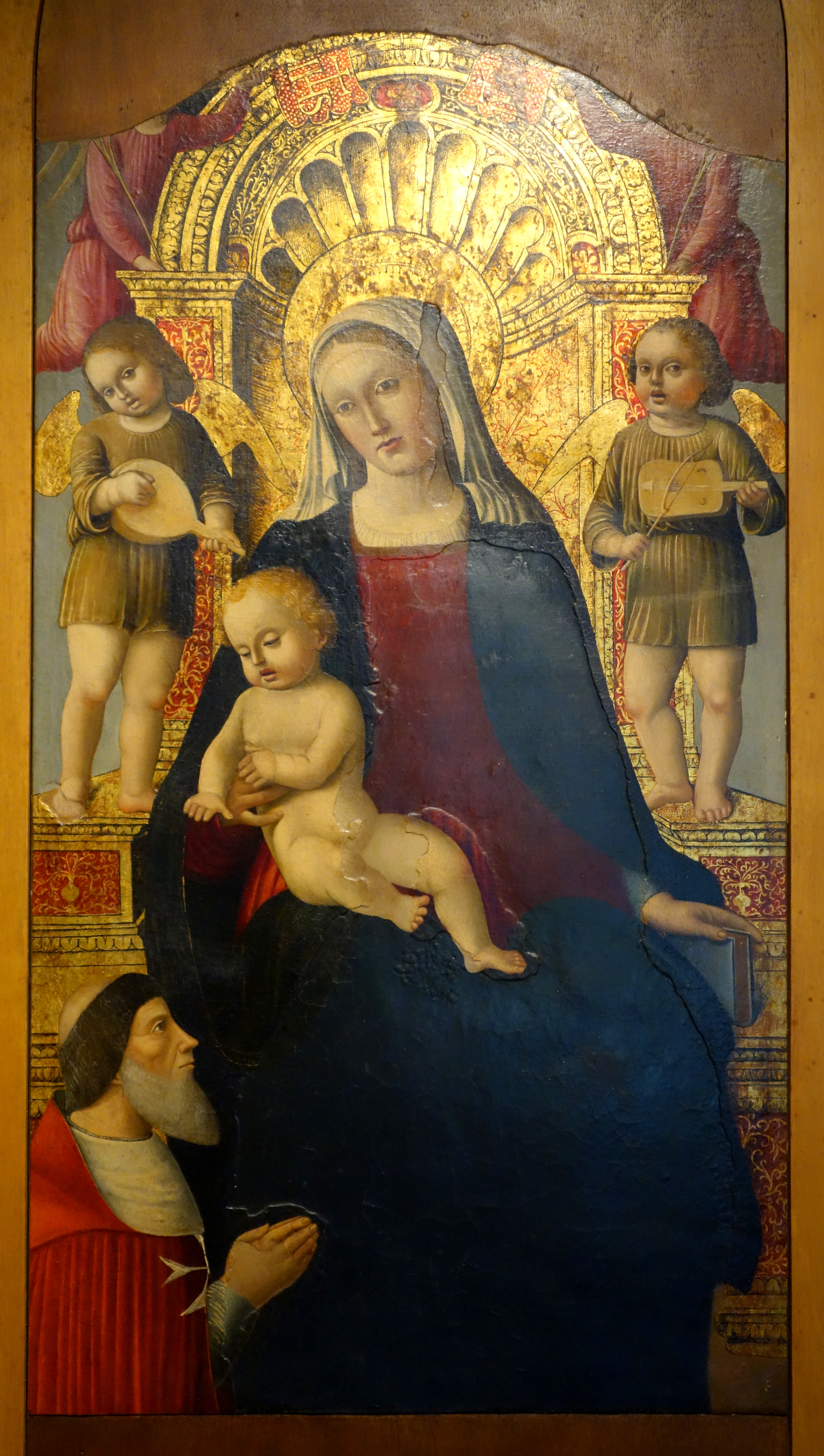
Madonna della Vittoria con Pierre d'Aubusson, 1503, Museo Diocesano (Genova)

La sua pittura è comunque tipica dell'ambiente artistico genovese tra Quattro e Cinquecento che, nell'ambito di una generale dipendenza dai modi lombardi volgeva dagli accenti profani dell'ultimo gotico a forme più severe e monumentali, suggerite specialmente dalle opere del Foppa, mentre esempi fiamminghi inducevano a notazioni e da preziose analisi. Il Barbagelata seguì il Mazone nella tendenza ad una marcata plasticità ottenuta soprattutto con il tratto deciso e nitido, raggiungendo risultati rudi, ma schietti e incisivi: le sue figure appaiono come modellate a colpi d'accetta, i panni acquistano aspetti metallici nell'andamento e nel colore vivo e sontuoso come di smalto. L'espressione dei volti, presi dal popolo e dipinti come eroi plebei, si immobilizzano in una forte tensione, per la loro marcata caratterizzazione, stimolata dagli esempi fiamminghi e più da vicino dal Braccesco.
L'artista morì probabilmente a Genova nel 1508, poiché risulta che nel novembre di quell'anno Lorenzo Fasolo prendeva in affitto la bottega del collega defunto nella contrada di San Lorenzo.

## Opere
- Polittico dell'Annunciazione presso la procattedrale di San Giovanni Battista Calvi di Corsica, 1498
- Polittico di S. Nicolò nella parrocchiale di Pietra Ligure, 1498
- polittico di S. Giovanni Battista a Casarza
- Polittico di S.Ambrogio nella parrocchiale di Varazze,1499
- Trittico (Madonna con Bambino e i ss. Sisto papa e Giov. Battista) del Santuario di Nostra Signora di Pontelungo presso Albenga
- Trittico della Madonna della Vittoria presso la cattedrale di Genova[1]